# Peter Theiner
Peter Theiner (* 11. Februar 1951 in Haan) ist ein deutscher Historiker und Stiftungsmanager.

## Leben
Peter Theiner besuchte die Grundschule in Solingen und legte 1970 die Reifeprüfung am Gymnasium Schwertstraße Solingen ab. Nach seinem Wehrdienst bei der Bundesluftwaffe studierte er von 1972 bis 1978 Geschichte, Romanistik, Philosophie, Soziologie und Erziehungswissenschaft an der Heinrich-Heine-Universität Düsseldorf (HHU), an der Université Dijon und, mit einem Stipendium der Französischen Botschaft, an der Universität Paris III (Sorbonne Nouvelle). 1978 schloss er sein Studium an der HHU mit der Ersten Staatsprüfung ab und wurde dort Wissenschaftlicher Assistent am Historischen Seminar. Im Wintersemester 1981/82 wurde er, gefördert von seinem akademischen Lehrer Wolfgang J. Mommsen promoviert; der Titel seiner Dissertation über den liberalen Politiker Friedrich Naumann lautete „Sozialer Liberalismus und deutsche Weltpolitik“.
Von 1985 bis 1990 war Peter Theiner in der Carl Duisberg Gruppe (CDG/CDC), einer Organisation der internationalen beruflichen Weiterbildung und Personalentwicklung, als Referatsleiter verantwortlich für Programme in der Zusammenarbeit mit China, dem Iran und Ägypten sowie der Auslandsvorbereitung deutscher Führungskräfte, schließlich als stellvertretender Abteilungsleiter für die Unternehmenskommunikation. Von 1991 bis 1995 war er Programmdirektor und Mitglied der Geschäftsleitung der Deutschen Management Akademie Niedersachsen gGmbH (DMAN), Celle, einer Organisation der Weiterbildung von Führungskräften aus Ländern Mittel- und Osteuropas. 1995 wurde er Leiter des Bereichs Völkerverständigung Frankreich, USA, Mittel- und Osteuropa der Robert Bosch Stiftung, seit 2000 Direktor des Bereichs Völkerverständigung Westeuropa, Amerika, Türkei, Japan, Indien, Geschäftsführer ihrer Tochtergesellschaft DVA-Stiftung, 2013–2016 Bereichsdirektor Geschichte der Philanthropie. 2008 bis 2020 war er Lehrbeauftragter für Neuere und Neueste Geschichte am Historischen Institut der Universität Stuttgart. Seine Biographie über den Unternehmer und Stifter Robert Bosch wurde viel beachtet.
Peter Theiner ist verheiratet; mit seiner Frau hat er zwei Töchter.

## Auszeichnungen
- 1974 Straßburg-Preis der Stiftung F. V. S., verliehen von der Universität Straßburg
- 1982 Wolf-Erich-Kellner-Preis zur Förderung wissenschaftlicher Arbeiten über den Liberalismus
- 2006 Officier dans l’Ordre des Palmes Académiques, Französische Republik
- 2013 Chevalier dans l’Ordre national du Mérite, Französische Republik

## Schriften (Auswahl)
- Sozialer Liberalismus und deutsche Weltpolitik. Friedrich Naumann im Wilhelminischen Deutschland (1860–1919), Nomos, Baden-Baden 1983, ISBN 978-3-7890-0729-3.
- Mitteleuropapläne im wilhelminischen Deutschland, in: Helmut Berding (Hrsg.): Wirtschaftliche und politische Integration in Europa im 19. und 20. Jahrhundert, Vandenhoeck u. Ruprecht, Göttingen 1984, ISBN 978-3-525-36409-3, S. 128–148.
- Friedrich Naumann und Max Weber. Stationen einer politischen Partnerschaft, in: Wolfgang J. Mommsen, Wolfgang Schwentker (Hrsg.): Max Weber und seine Zeitgenossen, Vandenhoeck u. Ruprecht, Göttingen 1988, ISBN 978-3-525-36306-5, S. 419–433; englische Fassung in: Wolfgang J. Mommsen, Jürgen Osterhammel (Hrsg.): Max Weber and his Contemporaries, Allen & Unwin, London 1987, ISBN 0-04-301262-0; japanisch: Kyoto 1994, ISBN 4-623-02391-5.
- Friedrich Naumann und der soziale Liberalismus im Kaiserreich, in: Karl Holl, Günter Trautmann (Hrsg.): Sozialer Liberalismus, Vandenhoeck u. Ruprecht, Göttingen 1986, ISBN 978-3-525-01333-5, S. 72–83.
- Management-Know-how-Transfer durch Entwicklungsprogramme für Manager, in: Claus Steinle (Hrsg.): Management in Mittel- und Osteuropa. Konzepte, Praxis, Perspektiven, Frankfurter Allgemeine Zeitung, Verlagsbereich Wirtschaftsbücher, Frankfurt am Main 1996, ISBN 3-929368-50-1, S. 208–219.
- Hrsg. (mit Robert Picht, Vincent Hoffman-Martinot, René Lasserre): Fremde Freunde. Deutsche und Franzosen vor dem 21. Jahrhundert, Piper, München 1997, ISBN 3-492-03956-1.
- Eliten in Frankreich und Deutschland, in: Angela Hausner (Hrsg.): Denkanstösse 2000. Ein Lesebuch aus Philosophie, Kultur und Wissenschaft, Piper, München 1999, ISBN 3-492-22799-6, S. 63–71; franz.: Elites, in: Jacques Leenhardt (Hrsg.): Au jardin des malentendus. Le commerce franco-allemand des idées, Actes Sud, Arles 1997, ISBN 2-7427-1377-8, S. 325–333.
- Mitteleuropa – historisch, in: Walter Koschmal, Marek Nekula, Joachim Rogall (Hrsg.): Deutsche und Tschechen. Mit einem Geleitwort von Václav Havel, C. H. Beck, München 2001, ISBN 978-3-406-45954-2, S. 133–145; tschechisch: Prag 2001, ISBN 80-7185-370-4.
- Frankreich, in: Andreas Lawaty, Hubert Orlowski (Hrsg.): Deutsche und Polen, C. H. Beck, München 2003, ISBN 3-406-49436-6, S. 227–233; polnisch: Francja, in: Polacy i Niemcy, Wydawn. Poznańskie, Poznań 2003, ISBN 83-7177-175-4, S. 255–261.
- Bahn frei für Visionen – die Stiftungen, in: Kurt-Jürgen Maaß (Hrsg.): Kultur und Außenpolitik. Handbuch für Studium und Praxis, Nomos, Baden-Baden 2005, ISBN 3-8329-1404-8, S. 233–240; unter dem Titel: Frei für Ideen und neues Denken. Die Stiftungen, in: Kurt-Jürgen Maaß (Hrsg.): Kultur und Außenpolitik. Handbuch für Studium und Praxis, Nomos, 3. Aufl., Baden-Baden 2015, ISBN 978-3-8487-1504-6, S. 300–307.
- Stiftungszweck Völkerverständigung. Robert Bosch und die Robert-Bosch-Stiftung, in: Stiftung & Sponsoring 5 (2009), S. 1–20.
- La Fondation Bosch et son action dans le domaine des relations franco-allemandes. Colloque international, Bordeaux 2-3 février 2012, in: Revue de l'Institut Français d'Histoire en Allemagne 4 (2012), S. 124–132.
- Impressionen aus der Geschichte der Robert Bosch Stiftung / Impressions from the History of the Robert Bosch Stiftung, in: 50 years of shaping the future = 50 Jahre Richtung Zukunft, Robert Bosch Stiftung, Stuttgart 2014, S. 154–181.
- Robert Bosch. Citoyen im Zeitalter der Extreme, in: Wolfram Pyta, Carsten Kretschmann (Hrsg.): Bürgerlichkeit. Spurensuche in Vergangenheit und Gegenwart, Steiner Verlag, Stuttgart 2016, ISBN 978-3-515-11249-9, S. 103–115.
- Robert Bosch. Unternehmer im Zeitalter der Extreme. Eine Biographie. C. H. Beck, München 2017, ISBN 978-3-406-70553-3.
  - Robert Bosch. An Entrepreneur in an Age of Extremes. A Biography. C.H. Beck, Munich 2019, ISBN 978 3 406-74145 6.
- „Weil ich mit meinem Gewissen alleine mich abzufinden habe“. Robert Bosch: Entzauberung und Standortbestimmung, in: Barbara Schellhammer, Berthold Goerdeler (Hrsg.): Bildung zum Widerstand, wbg Academic, Darmstadt 2020, ISBN 978-3-534-40405-6, S. 45–56.
- Sozialer Liberalismus im Kaiserreich. Friedrich Naumann und die Industriegesellschaft, in: Jürgen Frölich, Ewald Grothe, Wolther von Kieseritzky (Hrsg.): Fortschritt durch sozialen Liberalismus. Politik und Gesellschaft bei Friedrich Naumann, Nomos, Baden-Baden 2021, ISBN 978-3-8487-6696-3, S. 63–77.
- Carl Goerdeler: Ein deutscher Bürger gegen Hitler. Biographie. C. H. Beck, München 2024, ISBN 978-3-406-82146-2.